# Saint-Nic
Saint-Nic är en kommun i departementet Finistère i regionen Bretagne i västra Frankrike. Kommunen ligger i kantonen Châteaulin som tillhör arrondissementet Châteaulin. År 2022 hade Saint-Nic 756 invånare.

## Befolkningsutveckling
Antalet invånare i kommunen Saint-Nic
Referens:INSEE